# 延川郡
もしかして
- 漣川郡

ではありませんか？